# سرای جارچی
سرای جارچی مربوط به دوره صفوی است و در اصفهان، میدان امام، بازار بزرگ، بازار گلشن واقع شده و این اثر در تاریخ ۱۷ اسفند ۱۳۸۱ با شمارهٔ ثبت ۷۶۳۴ به‌عنوان یکی از آثار ملی ایران به ثبت رسیده است.